# Vedea (Teleorman)
Vedea è un comune della Romania di 3 013 abitanti, ubicato nel distretto di Teleorman, nella regione storica della Muntenia.
Il comune è formato dall'unione di cinque villaggi: Albești, Coșoteni, Dulceanca, Meri, Vedea.